# Caspar Wessel
Caspar Wessel, född 8 juni 1745, död 25 mars 1818, var en norsk-dansk geodet och matematiker, yngre bror till den norske författaren Johan Herman Wessel.
Wessel föddes i Vestby i Akershus fylke i Norge. Efter att ha avslutat gymnasiala studier flyttade han 1763 till Danmark för vidare studier (Norge hade inget eget universitet vid den tiden) och avlade där candidatus juris-examen år 1778. Från 1794 och framåt arbetade han som lantmätare och blev 1798 kunglig inspektör för lantmäteri. Han utförde mycket betydelsefulla arbeten rörande Danmarks triangulering och kartläggning. 
Den matematiska aspekten av lantmäteri ledde honom att utforska en geometrisk tolkning av komplexa tal och han skrev en grundläggande avhandling i ämnet - Om directionens analytiske betegning  (Om riktningens analytiska representation) - som publicerades 1799 av den Videnskabernas Selskab. På grund av att den var skriven på danska kom dock hans resultat att förbli i stort sett okända, och Jean-Robert Argand och Carl Friedrich Gauss kom senare, oberoende av Wessel, fram till samma metoder.  Wessel erkänns dock idag allmänt som upphovsmannen till idén att representera komplexa tal som punkter i ett koordinatsystem med den reella delen av talet på ena axeln och den imaginära delen på den andra.